# Hunter Smith
Hunter Dwight Smith (født 9. august 1977 i Sherman, Texas, USA) er en tidligere amerikansk footballspiller, der spillede i NFL som punter for henholdsvis Indianapolis Colts og Washington Redskins.
Smith var en del af det Indianapolis Colts-hold, der i 2007 vandt Super Bowl XLI efter sejr over Chicago Bears. 

## Klubber
- Indianapolis Colts (1999–2008)
- Washington Redskins (2009-2010)